# Maison des Femmes 79 rue du Méridien (Bruxelles)
 (mai 2023).
Si vous disposez d'ouvrages ou d'articles de référence ou si vous connaissez des sites web de qualité traitant du thème abordé ici, merci de compléter l'article en donnant les références utiles à sa vérifiabilité et en les liant à la section « Notes et références ».
 (mai 2023).
Si vous disposez d'ouvrages ou d'articles de référence ou si vous connaissez des sites web de qualité traitant du thème abordé ici, merci de compléter l'article en donnant les références utiles à sa vérifiabilité et en les liant à la section « Notes et références ».
L’asbl Maison des Femmes à Bruxelles est fondée le 5 septembre 1974 par les fondatrices Denise Devos, Fanny Filosof, Nadine Plateau, Hedwige Poullet, Eliane Stas de Richelle (Marie Denis), Suzanne Van Rokeghem. Elles sont avocate, kinésithérapeute, professeur, chercheur, écrivain, journaliste et ménagère.

## Histoire
En 1972, le mouvement des femmes est, comme l'écrivent Marie Denis et Suzanne Van Rokeghem, sans domicile fixe. Il n'existe aucun endroit fixe où les femmes peuvent se réunir alors elles se réunissent par petits groupes un peu partout à Bruxelles.
Après la Journée "F" de 1973, Hélène Delvaux met à disposition d'un groupe de femmes un grand sous-sol avec une entrée et un jardin. Les femmes mettent en place le groupe "Contact et accueil" avec une ligne téléphonique et des permanences deux jours par semaine.
Leur projet à ce moment : créer une organisation sans hiérarchie et un lieu ouvert à toutes les femmes. Malgré quelques discussions ponctuées d'accords et de désaccords, les prénommées Maria et Rosa (Rosa Yerganian) se lancent à la recherche du local parfait pour accueillir leur projet. Après plusieurs visites, elles trouvent un local sombre et sinistre avec des barreaux aux fenêtres (qui seront repeints aux couleurs de l'arc-en-ciel) situé au 79, rue du Méridien à Saint-Josse-ten-Noode. La commune le leur met gratuitement à disposition.
Une fois établie dans leurs nouveaux locaux, l'asbl est fondée par Denise Devos, Fanny Filosof, Nadine Plateau, Hedwige Poullet, Eliane Stas de Richelle (Marie Denis) et Suzanne Van Rokeghem. Elles sont co-responsables de l'asbl durant les 5 ans où la Maison des femmes est rue du Méridien. 

## Les différents groupes de la Maison des Femmes
Les groupes de la Maison des femmes sont principalement belges francophones mais également des groupes occasionnels anglophones ou néerlandophones. Les groupes suivants ont collaboré régulièrement avec la Maison des Femmes :  
Dès les années 1975 : 
- Les Cahiers du GRIF
- Le Centre de Formation à la Responsabilité Politique (CFRP)
- Les HOMO-L
- Le Groupe A
- Le Comité À travail égal, salaire égal

Dès 1976 :
- Le groupe Médecine femmes
- Le Collectif des Femmes Battues
- Le groupe SOS Viol
- Le groupe droit des femmes